# Chikkanahalli, Bangalore South
Chikkanahalli là một làng thuộc tehsil Bangalore South, huyện Bangalore Urban, bang Karnataka, Ấn Độ.